# هیلو (مجموعه بازی)
هِیلو (به انگلیسی: Halo) نامِ یک فرنچایز چندرسانه‌ای و بازی ویدئویی در سبکِ علمی-تخیلی و تیراندازی اول شخص است که توسط شرکت بانجی ساخته می‌شد و هم‌اکنون به وسیلهٔ ۳۴۳ اینداستریز ساخته می‌شود، و توسط مایکروسافت در ۱۵ نوامبر ۲۰۰۱ با عرضهٔ هیلو: نبرد تکامل، وارد عرصه رقابت، در بازارهای بازی‌های رایانه‌ای شد. مضمون بازی، پیرامون نبردهای انسان‌ها در خارج از محدودهٔ زمین و در قرن ۲۶ می‌باشد.

## بازی‌ها
- هیلو ۱: نبرد تکامل
- هیلو ۲
- هیلو ۳
- نبردهای هیلو
- هیلو ۳: اودی‌اس‌تی
- هیلو: ریچ
- هیلو ۴
- هیلو ۵: نگهبانان
- نبردهای هیلو ۲
- هیلو اینفینیت

## شخصیت‌ها
- مستر چیف
- کورتانا
- آربیتر
- ژرف‌ذهن

## رمان‌ها
- سقوط ریچ
- سیل
- نخستین برخورد
- اشباح اونیکس
- تماس با برداشت
- پروتکل کول
- تکامل